# خفاش ليلة القمر
خفاش ليلة القمر (الاسم العلمي: Nyctimene)، جنس خفافيش من فصيلة خفافيش الفاكهة. تُعرف باسم خفافيش الفاكهة أنبوبية الأنف، وتوجد في وسط الفلبين وشرق إندونيسيا وبابوا غينيا الجديدة والساحل الشمالي الشرقي لأستراليا.